# Amyema tridactyla
Amyema tridactyla là một loài thực vật có hoa trong họ Loranthaceae. Loài này được Barlow mô tả khoa học đầu tiên năm 1983.